# Episodi di Madam Secretary (seconda stagione)
La seconda stagione della serie televisiva Madam Secretary è stata trasmessa negli Stati Uniti dalla CBS dal 4 ottobre 2015 all'8 maggio 2016.
In Italia, la stagione è andata in onda dal 5 ottobre all'8 novembre 2016 su Rai 2.
| nº | Titolo originale              | Titolo italiano               | Prima TV USA     | Prima TV Italia  |
| -- | ----------------------------- | ----------------------------- | ---------------- | ---------------- |
| 1  | The Show Must Go On           | Lo spettacolo deve continuare | 4 ottobre 2015   | 5 ottobre 2016   |
| 2  | The Doability Doctrine        | Persuasione                   | 11 ottobre 2015  | 6 ottobre 2016   |
| 3  | The Rusalka                   | Donne di potere               | 18 ottobre 2015  | 7 ottobre 2016   |
| 4  | Waiting for Taleju            | Aspettando Taleju             | 25 ottobre 2015  | 10 ottobre 2016  |
| 5  | The Long Shot                 | L'ardua impresa               | 1 novembre 2015  | 11 ottobre 2016  |
| 6  | Catch and Release             | Pescare e liberare            | 8 novembre 2015  | 12 ottobre 2016  |
| 7  | You Say You Want a Revolution | Eroi e traditori              | 15 novembre 2015 | 13 ottobre 2016  |
| 8  | Lights Out                    | Luci spente                   | 22 novembre 2015 | 14 ottobre 2016  |
| 9  | Russian Roulette              | Roulette russa                | 29 novembre 2015 | 17 ottobre 2016  |
| 10 | The Greater Good              | Per il bene di tutti          | 13 dicembre 2015 | 18 ottobre 2016  |
| 11 | Unity Node                    | Modulo Unity                  | 10 gennaio 2016  | 19 ottobre 2016  |
| 12 | The Middle Way                | La via di mezzo               | 17 gennaio 2016  | 20 ottobre 2016  |
| 13 | Invasive Species              | Specie invasive               | 31 gennaio 2016  | 24 ottobre 2016  |
| 14 | Left of the Boom              | Prima dell'esplosione         | 14 febbraio 2016 | 25 ottobre 2016  |
| 15 | Right of the Boom             | Dopo l'esplosione             | 21 febbraio 2016 | 26 ottobre 2016  |
| 16 | Hijriyyah                     | Hijriyyah                     | 6 marzo 2016     | 27 ottobre 2016  |
| 17 | Higher Learning               | Insegnamenti preziosi         | 20 marzo 2016    | 28 ottobre 2016  |
| 18 | On the Clock                  | Minuti contati                | 27 marzo 2016    | 31 ottobre 2016  |
| 19 | Desperate Remedies            | Rimedi disperati              | 10 aprile 2016   | 1º novembre 2016 |
| 20 | Ghost Detainee                | Detenuta fantasma             | 17 aprile 2016   | 2 novembre 2016  |
| 21 | Connection Lost               | Connessione persa             | 24 aprile 2016   | 4 novembre 2016  |
| 22 | Render Safe                   | Islamabad                     | 1º maggio 2016   | 7 novembre 2016  |
| 23 | Vartius                       | Vartius                       | 8 maggio 2016    | 8 novembre 2016  |